# Žirany
Žirany est un village de Slovaquie situé dans la région de Nitra.

## Histoire
Première mention écrite du village en 1113.

## Démographie

### Évolution de la population
| Année:               | 1994. | 2004.   | 2014.   | 2024.   |
| -------------------- | ----- | ------- | ------- | ------- |
| Nombre de personnes: | 1257  | 1344    | 1363    | 1346    |
| Différence:          |       | +6,92 % | +1,41 % | -1,24 % |

| Année:               | 2023. | 2024.   |
| -------------------- | ----- | ------- |
| Nombre de personnes: | 1352  | 1346    |
| Différence:          |       | -0,44 % |

## Jumelages
- Dorog (Hongrie)